# Pohořelec

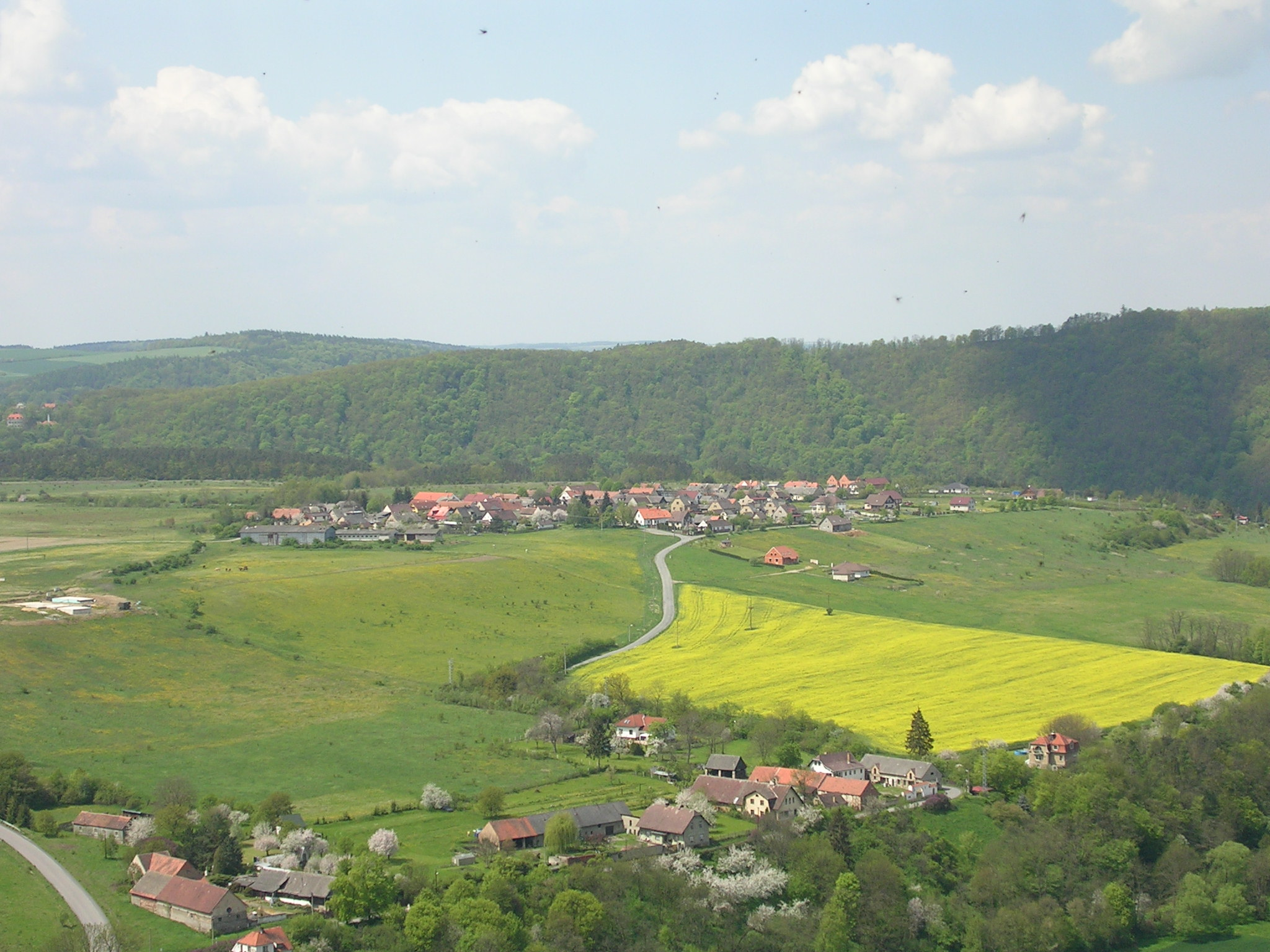
Blick von der Pěnčína über Újezd nad Zbečnem und Pohořelec (Bildmitte)

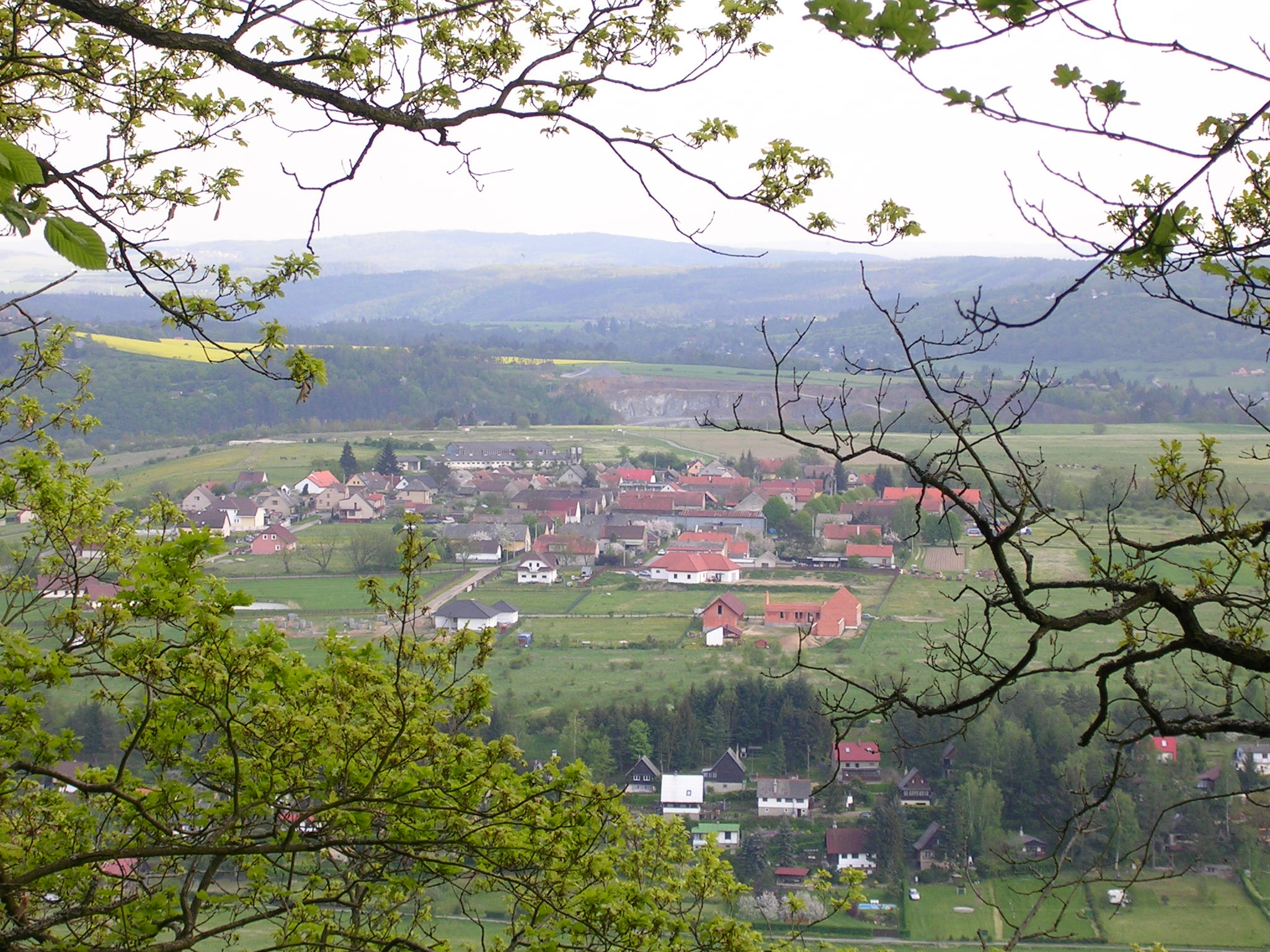
Blick vom Aussichtspunkt St. Eustach auf Pohořelec und den Steinbruch Sýkořice

Pohořelec (deutsch Pohorzeletz) ist eine Ansiedlung der Gemeinde Zbečno in Tschechien. Sie liegt anderthalb Kilometer westlich von Zbečno und gehört zum Okres Rakovník.

## Geographie
Pohořelec befindet sich in der Křivoklátská vrchovina im Landschaftsschutzgebiet Křivoklátsko. Die Ortschaft liegt rechtsseitig der Berounka gegenüber den Einmündungen der Štíhlice und der Klíčava auf der Hochebene einer Flussschleife. Nördlich erheben sich der Javůrek (445 m), die Skalda (453 m) und die Novina (390 m), im Nordosten die Pozdětina (412 m) und die Stará obora (459 m), östlich die Křížovská hora (442 m), der Jalový (450 m), die Pěnčína (416 m) und die Koza (452 m), im Südosten der Lom (406 m) sowie südlich der Lipový vrch (374 m). Unterhalb des Ortes verläuft die Bahnstrecke Beroun–Rakovník; die Bahnstation Újezd nad Zbečnem liegt nordwestlich in der Feriensiedlung.
Nachbarorte sind Písky, Požáry, Plačkov und Novina im Norden, Klíčava im Nordosten, Zbečno im Osten, Újezd nad Zbečnem im Südosten, Račice, Semenec, Kolouch, Dubina und Častonice im Süden, Roztoky im Südwesten, Amalín, Křivoklát und Dáča im Westen sowie Městečko, Míče, Kolonie und Emilov im Nordwesten.

## Geschichte
1830 ließ der Besitzer der Herrschaft Pürglitz, Karl Egon II. zu Fürstenberg auf der Hochebene der Berounkaschleife eine Arbeiterkolonie für seine Rostoker Eisenhütte anlegen, die nach ihrer Lage den Namen Pohořeletz erhielt. Im Jahre 1843 war Pohořeletz zu Augezd ob Zbečno konskribiert. Pfarr- und Schulort war Zbetschno. Bis zur Mitte des 19. Jahrhunderts blieb Pohořeletz dem Fideikommiss Pürglitz untertänig.
Nach der Aufhebung der Patrimonialherrschaften bildete Pohořelec / Pohorzeletz ab 1850 eine Ansiedlung der Gemeinde Zbečno im Bezirk Rakonitz und Gerichtsbezirk Pürglitz. Nach dem Tode von Karl Egon II. zu Fürstenberg erbte 1854 dessen zweitgeborener Sohn Max Egon I. den Fideikommiss Pürglitz. Im Jahre 1862 kaufte sich die Gemeinde Zbečno von der Herrschaft Pürglitz frei. Die Rakonitz–Protivíner Bahn nahm am 30. April 1876 den Betrieb der Bahnstrecke Beroun–Rakovník auf; unterhalb der Kolonie Pohořelec wurde die Bahnstation Újezd nad Zbečnem eingerichtet. Ab 1899 bildete Újezd nad Zbečnem eine eigene Gemeinde, zu der auch der Ortsteil Pohořelec gehörte. Zwischen 1924 und 1925 entstand die Berounkabrücke, die Pohořelec mit Zbečno verband. Nach 1945 wurde der Eisenbahnhaltepunkt Újezd nad Zbečnem stillgelegt. Am 1. Jänner 1980 wurden Újezd nad Zbečnem und Pohořelec nach Zbečno eingemeindet. Im Laufe des 20. Jahrhunderts wuchs Pohořelec wegen seiner landschaftlich reizvollen Lage auf der Hochebene, die nach allen Richtungen einen Rundblick über das Berounkatal sowie im Westen auf die Burg Křivoklát bietet, zu einer großen Einfamilienhaussiedlung an, die das großteils aus Bauernhöfen und dem Bahnhof bestehende Újezd nad Zbečnem deutlich an Größe übertrifft.
Heute ist Pohořelec ein Erholungsort. An der Spitze der Berounkaschleife entstanden mit Blick auf die Felsklippen von Brdatka ausgedehnte Ferienhüttensiedlungen.

## Ortsgliederung
Pohořelec bildet eine Grundsiedlungseinheit der Gemeinde Zbečno. Die Ortschaft gehört zum Ortsteil und zum Katastralbezirk Újezd nad Zbečnem.

## Sehenswürdigkeiten
- Berounkaschleife
- Naturreservat Brdatka, Felshang an der Berounka gegenüber von Pohořelec
- Naturreservat Stříbrný luh, Felshang an der Berounka südlich von Pohořelec